# 史瑭
史瑭，河南偃师人，是一名明朝政治人物。
史瑭曾于1509年接替徐潭任上海县知县一职，1512年由黃希英接任。